# 谷崎テトラ
谷崎 テトラ（たにざき てとら、1964年 - ）は構成作家、音楽家、日本の小説家。静岡県出身。
京都造形芸術大学創造学習センター教授。作家、放送作家、メディア＆音楽プロデユーサー。有限会社谷崎テトラオフィス・代表取締役社長。一般社団法人ワールドシフトネットワークジャパン代表理事。ピースデー・ジャパン共同代表。信頼資本財団シニアフェロー。リバースプロジェクトCGL研究員。
環境・平和・社会貢献・フェアトレードなどをテーマにしたTV、ラジオ番組、出版を企画・構成するかたわら、新しい価値観(パラダイムシフト)や、持続可能な社会の転換(ワールドシフト)の 発信者&キュレーターとして活動中。国連 地球サミット（RIO＋20)など国際会議のNGO参加・運営・社会提言に関わるなど、持続可能な社会システムに関して深い知見を持つ。
現在、俳優 伊勢谷友介とラジオ番組「KAI Presents アースラジオ」（Inter FM・毎月第4土曜日１９時〜）に出演中。

## 構成

### テレビ番組
- ネオコラ（フジテレビ）
- 地球グッドニュース　（BS11)
- BS11開局特番「機動戦士ガンダム〜宇宙世紀への道」（BSイレブン）
- 「素敵な宇宙船地球号」コアジサシを救え　構成（テレビ朝日）
- 「脳内覚醒モンドクラブ」全57話・企画構成（PerfecTV-モンド21）
- 「宇宙意識遭遇準備委員会」全5話・企画構成
- 旅チャンネル「よさこいの国高知・トラベラーズガイド」構成
- 朝日ニュースター「谷崎テトラのグラストンベリー紀行」企画構成・取材
- 「高城剛  X」番組企画ブレーン（テレビ東京系）
- 「New Breed」全５話　企画、構成（NHK-BS）
- 「浅草橋ヤング洋品店」コーナー企画、構成、制作（テレビ東京系・「ナインティナインの史上最悪最強のバンド計画」担当）
- 「Windows95発売特番」構成「アニマムンディ」全26話　構成（TBS）
- ウゴウゴルーガ（フジテレビ系） - 制作参加
- アニマムンディ（フジテレビ系） - 企画、構成

### ラジオ番組
- 「KAI presents  EARTH RADIO」（Inter FM,）
- 「WorldShift Radio 」（TOKYO FMほか４局ネット）
- 以下、TOKYO FM放送番組　構成。 「ピースメッセージリレー」、「デイリープラネット」（※2008年ギャラクシー賞受賞）、Kubota GOOD ON EARTH」(2003-2006)、「FUJIゼロックス Piece of Earth」、「ハミングバード」、TOKYO FM特番「ア・ラブ・ストーリー」（福島原発特番）、「夏は来ぬ」（原爆特番）、「PEACE FIRE〜平和なココロに火をつけて」（原爆特番）、「ap bank fes 10」、「エコロジーXmas」、「ap Bang東京環境会議 」、「木を植えましょう」、「ap Bank Radio 08」、JFN 「ap Bank Radio The Last Wave」、「SCHOOL OF LOCK!　超特急エコ伝」特番、「ap Bank Radio 07」
- ラジオ特番 「キャンドルナイトレディオ〜電気を消してスローな夜を」（TBS）

## 音楽関連
- 彼方音像（かなたみゅーじっく）を主宰。作曲・音楽プロデユース、サウンドスケープデザイン、DJなどをてがける。
- 自らの構成する番組にオリジナル音源を提供。映画音楽、舞台音楽、CF、TV番組主題歌など多数。
- 制作スタイルは、世界の聖地で収録した自然音や環境音をサンプリングし、コンピュータ上でサウンドデザインする。現地録音した様々なサウンドスケープをもとにシャーマニカ、アンビエント・チルアウト系のトラックメイクをおこなう。
- 80年代よりREMIX TRAX（Meldac)シリーズなどクラブ系コンピプロデュース。
- PBC名義でティモシー・リアリーとの共作による『バルドソドル～チベット死者の書』ジョン・C・リリーのREMIX作品『ECCO』（サンフランシスコ/サイレントレコード）をリリース。
- LIVEセットは、LUNA SEAのSUGIZOとのユニットS.T.K、VOID OV VOID、MU-TANZ、PREM、maf など複数のユニットで活動。
- 2016年、メタルパーカッションによる鋼鉄音楽P.B.Cを30年ぶりに再結成。芸術集団モーツアルテ・ユーゲントによるアートパフォーマンス「鋼鉄のオペラ」を作・演出・上演。
- 現在は声楽や和楽器と電子音のコラボレーションによるアンビエントパフォーマンスや奉納演奏をおこなっている。
- DJはブラジル音楽からロマ、ケルト、北欧エレクトロなど辺境からの非商業的音楽を中心にディープ＆ピースなアンビエントDJing。
- RAINBOW2000、ナチュラルハイ、アースデイ、Peace on Earthなど野外イベントを中心に活動中。

## 書籍・雑誌関連

### 書籍関連
- 『グラウンディング・ミュージック』（リトル・モア）
- 『トランプの秘密』（リトル・モア） - 監修
- 『one WORLD END TRAVELER　世界の果ての旅行者』（にじゅうに） - 選詩
- 『サイバー・レボリューション　パソコン対抗文化の未来』金田善裕・編（第三書館） - 共著
- 『ジ・オウム―サブカルチャーとオウム真理』プランク・編（太田出版） - 共著
- 『暗黒地球の歩き方』（アスペクト） - 共著
- 『SFアニメがおもしろい　機動戦士ガンダムから新世紀エヴァンゲリオンまで』（アスペクト） - 共著
- 『新世紀の迷路　疾走するエヴァンゲリオン』鶴岡法斎・編著（アスペクト） - 対談を収録
- 『屋久島ブック』（大和渓谷社） - 執筆
- 「スロー＆スマイルライフハンドブック」（BeGood Cafe） - 執筆
- 『ALL ABOUT 渚カヲル』（角川書店） - 執筆
- 『別冊文藝・スター･ウォーズとジョージ･ルーカス』（河出書房新社） - 執筆
- 『WorldShift』（ビオマガジン）
- 『ロッカショ 2万4000年後の地球へのメッセージ』（講談社）
- 「アースデイハンドブック」「地球のためにできること」（アースデイTOKYO2005実行委員会）企画・構成

### 雑誌関連
- スターピープル特集「未来社会のコミュニティ」（ナチュラルスピリット） -企画・構成・取材
- スターピープル特集「死と再生」（ナチュラルスピリット） -企画・構成・取材
- スターピープル特集「太陽と新文明」（ナチュラルスピリット） -企画・構成・取材
- スターピープル特集「聖なる音をもとめて〜魂と天界の音楽」（ナチュラルスピリット） -企画・構成
- SOLA特集「全地球カタログ」企画・構成・取材
- ソトコト特集「スロートラベル惑星アリゾナの旅」（木楽舎） -企画・構成・取材
- ソトコト特集「有機生活inオーストラリア」（木楽舎） -企画・構成・取材
- トリニティ特集「セドナ」（木楽舎） -企画・構成・取材
- トリニティ特集「聖なる山マウントシャスタ」（エル・アウラ） -企画・構成・取材
- リラックス特集「西海岸温泉紀行」企画・構成・取材　他
- MurMur マガジン・コラム連載「谷崎テトラのGood News」
- WorldShift Web・コラム連載「シフトのヒント」
- Dp Lab・「Dp Lab リレーコラム」
- ソトコト・コラム連載「わたしはこうして脱出した」、「虹色のUFO」（木楽舎）
- その他雑誌、「スタジオボイス」「ZAVTONE」「ホットドッグ・プレス」「広告」「CROSS M」「SOLA」「ムー」「ペントハウス」「GQ」「anemone」「Libertin DUNE」「Meets」「remix」「WIRED」「イントロ」「ディクショナリー」など、多数執筆。

## その制作に関わった仕事
- 谷崎テトラのグラストンベリー紀行
- ジョン・C・リリー/イルカと人間
- 映画「ラバーズ・ラヴァー」（福居ショウジン監督作品） - 音楽